# Wadjed
Wadjed ist ein altägyptischer Kleinkönig der Hyksos-Zeit (16. Dynastie).
Dieser König ist nur mit seinem Eigennamen auf Skarabäen belegt. (Newberry, Scarabs)